# Шинкевич, Фёдор Фёдорович
Фёдор Фёдорович Шинке́вич (1890 — не ранее 1935) — капитан 3-й артиллерийской бригады, герой Первой мировой войны, участник Белого движения.

## Биография
Сын подполковника. Уроженец Петроковской губернии.
Окончил Суворовский кадетский корпус (1908) и Михайловское артиллерийское училище (1911), откуда выпущен был подпоручиком в 3-ю артиллерийскую бригаду. Произведен в поручики 31 августа 1913 года.
В Первую мировую войну вступил в составе 3-й артиллерийской бригады. Произведен в штабс-капитаны 30 января 1916 года. Пожалован Георгиевским оружием
За то, что в бою 23 июля 1916 года, у д. Маркополь, на р. Граберке, командуя 5-ю батареею названной бригады и управляя ее действием с передового наблюдательного пункта, в условиях исключительной опасности, в сфере действительного ружейного и пулеметного обстрела противника, искусно корректировали огонь своих орудий по укрепленной неприятельской позиции, чем много способствовал нашей пехоте прорвать две линии расположения врага, устройством же заградительной огневой завесы оказал содействие в отражении австрийских контр-атак и в захвате нами пленных и трофеев.
Произведен в капитаны 13 марта 1917 года.
В Гражданскую войну участвовал в Белом движении на Юге России, в Добровольческой армии — в Корниловской артиллерийской бригаде. Был ранен в июле 1918 года под Армавиром.
Умер в эмиграции не ранее 1935 года.

## Награды
- Орден Святого Станислава 3-й ст. с мечами и бантом (ВП 24.03.1915)
- Орден Святой Анны 3-й ст. с мечами и бантом (ВП 24.03.1915)
- Орден Святой Анны 4-й ст. с надписью «за храбрость» (ВП 2.04.1915)
- Орден Святого Станислава 2-й ст. с мечами (ВП 14.05.1915)
- Орден Святой Анны 2-й ст. с мечами (ВП 14.05.1915)
- Высочайшее благоволение «за отличия в делах против неприятеля» (ВП 25.07.1916)
- Высочайшее благоволение «за отличия в делах против неприятеля» (ВП 30.08.1916)
- Орден Святого Владимира 4-й ст. с мечами и бантом (ВП 23.11.1916)
- Георгиевское оружие (ВП ВП 2.02.1917)